# 賴布拉烏帕齊拉
賴布拉乌帕齐拉是孟加拉国諾爾辛迪縣的一个乌帕齐拉，位於達卡专区的諾爾辛迪縣。。

## 地理
賴布拉烏帕齊拉位于23°58′00″N 90°52′30″E / 23.9667°N 90.8750°E。

## 人口
據1991年孟加拉國人口普查，賴布拉共有戶數76,508戶，人口413766人。其中男性佔比51.58%，女性佔比48.42%；成年人口204,212人。該地7歲以上人口之平均識字率為22.5%，低於全國平均值（32.4%）。

## 行政区划
賴布拉烏帕齊拉总共具有24个城区，114个麦海莱（即mahalla，一种地方行政区划单位）和231个村庄。